# Карл Теодор фон Далберг
Карл Теодор Антон Мария фон Далберг (на немски: Karl Theodor Anton Maria von Dalberg) е княжески епископ, писател и държавник.
Ръководител е на епархиите на Констанц, Вормс, Майнц и Регенсбург. Като архиепископ на Майнц и Регенсбург той е курфюрст и имперски канцлер. След края на Свещената Римска империя той е княз на Ашафенбург и велик херцог на Франкфурт. Карл фон Далберг носи титлата принц-архиепископ на Рейнския съюз, най-високият пост в съюза. Избран е за президент на съюза на кралете и контролира парламента на съюза.